# Liste deutscher Adelsgeschlechter/W
| Name                                                       | Zeitraum                        | Anmerkungen | Wappen                                    |
| ---------------------------------------------------------- | ------------------------------- | --- | ----------------------------------------- |
| Wachenheim                                                 | seit 13. Jh.                    | Pfälzer Uradel |                                           |
| Wachholtz                                                  | seit 1249                       | pommerscher Uradel |                                           |
| Wachtmeister                                               | seit 16. Jh.                    | deutsch-schwedisches Adelsgeschlecht |                                           |
| Wackenitz                                                  | seit 1322                       | pommerscher Uradel |                                           |
| Wackerbarth                                                | seit 1228                       | Uradelsgeschlecht aus dem Herzogtum Lauenburg; 1705 Reichsgrafenstand; seit 1810 auch königlich sächsischer Freiherrenstand für eine Linie (seit 1817 existiert auch ein Briefadelsgeschlecht). |                                           |
| Wackerhagen                                                | seit 1734                       | preußisches Adelsgeschlecht |                                           |
| Waechter (inkl. Waechter-Spittler und Waechter-Lautenbach) | seit 1779                       | württembergisches Briefadelsgeschlecht; 1779 Reichsadelsstand; 1819 württembergischer Adelsstand; 1825, 1841 und 1855 württembergischer Freiherrenstand; 1878 sächsischer Adelsstand |                                           |
| Wagenhoff                                                  | seit 1496                       | Adelsgeschlechts mit dem Ursprung in Bayerisch-Schwaben; 1555 Reichsadelsbestätigung |                                           |
| Wagensperg                                                 | 1349                            | Krainer Uradel; 1602/21 erbländisch-österreichischer Freiherrenstand; 1625 Reichsgrafenstand |                                           |
| Wagner                                                     | ab 1790                         | sächsisches Briefadelsgeschlecht; 1790 Adelsstand; 1812 sächsischer Freiherrenstand |                                           |
| Wahl                                                       | ?                               | baltisches Adelsgeschlecht; bei der Livländischen, der Estländischen und der Kurländischen Ritterschaft immatrikuliert |                                           |
| Wahlen                                                     | 1276–1531                       | hessisches Adelsgeschlecht |                                           |
| Wais von Fauerbach                                         | seit etwa 1266 bis 1620         | erloschenes hessisches Ritteradelsgeschlecht der westlichen Wetterau |                                           |
| Waitz von Eschen                                           | seit 1570                       | aus Thüringen stammendes Geschlecht; 1764 Reichsfreiherrenstand (seit 1786 gibt es auch ein gleichnamiges, durch Adoption entstandenes Briefadelsgeschlecht). |                                           |
| Walahonen                                                  | 9. und 10. Jh.                  | mittelrheinisches Grafengeschlecht | –                                         |
| Walbeck                                                    | 1300–1847                       | erloschenes Braunschweiger Rats- und Patriziergeschlecht |                                           |
| Walchen                                                    | seit 1133                       | bayerisch-salzburgisches Adelsgeschlecht |                                           |
| Walcher von Molthein                                       | seit 1854                       | österreichisches Adelsgeschlecht; 1854 österreichischer Adelsstand; 1873 Ritterstand |                                           |
| Walck                                                      | seit 1792                       | pfalz-bayerisches Briefadelsgeschlecht mit dem Prädikat Edle von. |                                           |
| Walcke-Schuldt                                             | seit 1749                       | preußisches Adelsgeschlecht |                                           |
| Waldbott von Bassenheim                                    | seit 1136                       | rheinischer Uradel; 1638 Reichsfreiherrenstand, 1720 Reichsgrafenstand für Linie Bassenheim; 1646 Reichsfreiherrenstand für Linie Königsfeld; 1828 preußische Anerkennung des Freiherrenstandes für Linie Bornheim. |                                           |
| Waldburg                                                   | seit 1170                       | Hochadeliges schwäbisches Uradelsgeschlecht, das in den Freiherren- und Grafenstand erhoben wurde und sich in zahlreiche Linien aufteilte, von denen die folgenden erloschen (†) sind: Waldburg-Warthausen († erste Hälfte 13. Jahrhundert); Waldburg-Rohrdorf, später Waldburg-Meßkirch († um 1350); Waldburg-Sonnenberg († 1511); Waldburg-Wolfegg-Zeil († 1589); Waldburg-Waldburg († 1600); Waldburg-Friedberg-Scheer († 1717); Waldburg-Scheer († 1764); Waldburg-Trauchburg († 1772); Waldburg-Waldsee († 1833); Waldburg-Capustigall († 1875); Waldburg-Bestendorf († ?); Waldburg-Zeil-Wurzach († 1903). --- Die Linien Waldburg-Wolfegg und Waldsee, Waldburg-Zeil und Trauchburg und Waldburg-Zeil-Hohenems bestehen noch. |                                           |
| Waldeck / Waldeck-Bergheim                                 | seit 1137                       | Grafschaft im Heiligen Römischen Reich, seit 1815 – als Fürstentum Waldeck-Pyrmont |                                           |
| Waldeck                                                    | 12. Jh.                         | Adelsfamilie im Südschwarzwald | –                                         |
| Waldeck zu Alten- und Hohenwaldeck                         | seit Mitte 11. Jh.              | altbayerisches Adelsgeschlecht |                                           |
| Waldenburg                                                 | um 1199                         | meißnisch-thüringische edelfreie Adelsfamilie, die vermutlich vom edelfreien Herrengeschlecht derer von Wartha abstammt |                                           |
| Waldenfels                                                 | seit 1248                       | Fränkischer Uradel; 1814 Immatrikuloation im Königreich Bayern bei der Freiherrenklasse |                                           |
| Walderdorff                                                | seit 1211                       | Adelsgeschlecht der Westerwaldregion; 1663 Freiherrenstand; 1666 Grafenstand; 1745 Reichsfürstenstand |                                           |
| Waldersee                                                  | seit 1786                       | Adelsgeschlecht aus illegitimem Zweig der Askanier |                                           |
| Waldeser                                                   | 1212 bis Anfang 15. Jh.         | erloschenes anhaltisches Adelsgeschlecht |                                           |
| Waldkirch                                                  | seit 1487                       | Bürgergeschlecht der Stadt Schaffhausen (Schweiz) |                                           |
| Waldner von Freundstein                                    | seit 9. Jh.                     | elsässisches Adelsgeschlecht das später auch Besitzungen in der Ortenau hatte |                                           |
| Waldorf                                                    |                                 | aus Köln stammendes Geschlecht; 1664 böhmischer Adelsstand; 1702 böhmischer Freiherrenstand; 1727 böhmischer Grafenstand |                                           |
| Waldow                                                     | seit 1223                       | ursprünglich bayerisches Adelsgeschlecht aus dem Nordgau; seit 1814 besteht eine Linie unter der Namensform von Waldow und Reitzenstein |                                           |
| Waldowski                                                  | ?                               | mehrere preußisch-polnische Adelsgeschlechter |                                           |
| Waldstätten                                                | 1397                            | Altes mährisches Adelsgeschlecht, österreichische Freiherren 1754 |                                           |
| Waldstein                                                  | seit 1278                       | altes böhmisches Herrengeschlecht; 1632 Reichsgrafenstand für das Gesamtgeschlecht |                                           |
| Waldstromer von Reichelsdorf                               | 1230–1844                       | erloschene Patrizierfamilie der Freien Reichsstadt Nürnberg |                                           |
| Waldthausen                                                | seit 16. Jh.                    | Patrizier- und Industriellenfamilie, die seit Mitte des 17. Jahrhunderts, aus dem Hamelner Raum kommend, in Essen ansässig ist |                                           |
| Waldthurn                                                  | seit 1217                       | oberpfälzisches Adelsgeschlecht |                                           |
| Wallbrunn                                                  | seit 1190 bzw. 1354             | erscheinen ab 1190 zunächst als Herren von Ramstadt, ab 1354 als Herren von Wallbrunn; reichsritterschaftlicher, hessischer und rheinländischer Uradel; Stammsitz Partenheim bei Mainz; böhmischer Freiherrenstand 1724, Ausdehnung auf das Gesamtgeschlecht 1726 |                                           |
| Wallenberg                                                 | seit 1695                       | böhmisch-schlesisches Adelsgeschlecht |                                           |
| Wallenrode                                                 | seit 1244                       | altes fränkisches Adelsgeschlecht; 1676 Reichsgrafenstand |                                           |
| Wallis von Carrighmain                                     | seit 12. Jh.                    | ursprünglich aus Frankreich stammendes Adelsgeschlecht, das Güter und Ansehen in Irland und Schottland erwarb und mit einem Zweig in kaiserlich-österreichische Dienste trat |                                           |
| Wallmoden                                                  | seit 1154                       | niedersächsisches Uradelsgeschlecht; 1782 Reichsgrafenstand |                                           |
| Wallwitz                                                   | seit 1193                       | sächsisches Uradelsgeschlecht; 1762 Reichsgrafenstand |                                           |
| Walpote                                                    | 994 bis um 1300                 | erloschenes edelfreies fränkisches Geschlecht von der Burg Zwernitz, im Dienst des Königs und des Bamberger Bischofs | –                                         |
| Walsee                                                     | 1288–1483                       | erloschenes Herrengeschlecht aus Schwaben |                                           |
| Walsleben                                                  | 1243 bis ?                      | pommerscher und mecklenburgischer Uradel |                                           |
| Walter von Waldbach                                        | bis 1700                        | erloschenes deutsch-böhmisches Patrizier- und Briefadelsgeschlecht |                                           |
| Walterskirchen                                             | ?                               | österreichisches Adelsgeschlecht |                                           |
| Waltriche                                                  | 6. bis 10. Jh.                  | altfränkisches Adelsgeschlecht | –                                         |
| Wambolt von Umstadt                                        | seit 838                        | rheinisch-hessisches Uradelsgeschlecht des Niddagaues; 1664 Reichsfreiherrenstand |                                           |
| Wamekow                                                    | 1311 bis Ende 15. Jh.           | erloschenes, mecklenburgisches Adelsgeschlecht |                                           |
| Wandthoff                                                  | seit ca. 1300                   | westfälisches Adelsgeschlecht |                                           |
| Wanga (Wangen)                                             | ?                               | zwei Adelsgeschlechter aus dem südlichen Tirol |                                           |
| Wangelin                                                   | 1249 bis 19. Jh.                | mecklenburgisches Uradelsgeschlecht, das zu den Vasallen der Fürsten von Werle gehörte |                                           |
| Wangenheim                                                 | seit 1133                       | thüringisches Uradelsgeschlecht; 1855 / 1856 / 1858 / 1866 / 1871 Anerkennung des Freiherrenstandes durch diverse Landesherren; 1840 Grafenstand für Stamm Winterstein |                                           |
| Wänker von Dankenschweil                                   | ?                               | briefadeligen Geschlechts, welches von dem Adelsgeschlecht von Dankenschweil mit Stammsitz in Danketsweiler abstammt |                                           |
| Wantoch                                                    | seit ca. 1500                   | hinterpommersches Adelsgeschlecht |                                           |
| Warburg                                                    | seit 1244                       | mecklenburgisches Uradelsgeschlecht |                                           |
| Wardenburg                                                 | seit 1345                       | deutsch-baltisches Adelsgeschlecht, welches sich um 1770 in Estland, auf der Insel Ösel, angesiedelt |                                           |
| Warendorf                                                  | 1183 bis ?                      | ursprünglich aus Warendorf stammendes Adelsgeschlecht, das im Lübecker Patriziat aufstieg und in dieser Stadt von 1183 bis 1566 Ratsherren und Bürgermeister stellte. |                                           |
| Warkotsch                                                  | seit 15. Jh.                    | schlesisches Uradelsgeschlecht; 1735 böhmischer Freiherrenstand |                                           |
| Warner                                                     | seit 13. Jh.                    | bremisches Adelsgeschlecht |                                           |
| Warnsdorf                                                  | seit 1343                       | aus dem nördlichen Böhmen stammendes, seit dem 12. Jahrhundert in der Lausitz und Meißen siedelndes Adelsgeschlecht |                                           |
| Warnstedt                                                  | seit 1249                       | Geschlecht aus dem magdeburgischen Uradel, später auch in Brandenburg, Mecklenburg, Schleswig-Holstein, Dänemark und Schweden |                                           |
| Warsberg                                                   | seit 1369                       | Lothringischer Uradel; 1826 preußische Anerkennung des Freiherrenstandes |                                           |
| Wart                                                       | 12. bis 14. Jh.                 | Schweizer Adelsgeschlecht im Gebiet des heutigen Kantons Zürich |                                           |
| Wartenberg (Altmark-Nordthüringen)                         | seit 1239 bis                   | altes Adelsgeschlecht aus der Altmark und Thüringen |                                           |
| Wartenberg (Baden)                                         | seit 1215                       | süddeutsches Adelsgeschlecht mit den Stammsitzen Burg Wartenberg und Obere Burg Wartenberg auf dem Wartenberg bei Geisingen |                                           |
| Wartenberg (Bayern)                                        | 1588 (1602) bis 1736            | nach Schloss und Gut Wartenberg benanntes, abgestorbenes bayerisches Adelsgeschlecht, morganatische Linie des Stammes Wittelsbach; 1602 Grafenstand |                                           |
| Wartenberg (Böhmen)                                        | ? bis 1758                      | Abgestorbenes altes böhmisches Adelsgeschlecht |                                           |
| Wartenberg (Pfalz)                                         | vor 1169 bis 1818 (1844)        | nach der Burg Wartenberg bei Kaiserslautern benanntes, abgestorbenes Geschlecht; 1699 Grafenstand |                                           |
| Wartenfels                                                 | 13. und 14. Jh.                 | Schweizer Adelsfamilie, die sich nach der gleichnamigen Burg bei Lostorf nannte |                                           |
| Wartensleben                                               | seit 1270                       | magdeburgisches Uradelsgeschlecht; 1703 preußischer Grafenstand; |                                           |
| Wasaburg                                                   | seit 17. Jh.                    | in Deutschland lebendes schwedisches Adelsgeschlecht, das eine Bastardlinie des schwedischen Königshauses Wasa bildete |                                           |
| Wasen                                                      | seit 1150                       | Edelfreie im Umfeld der kurmainzischen Stadt Aschaffenburg und am Untermain, 1611/2 erloschen. |                                           |
| Wasielewski                                                | seit 1531                       | Polnisches Adelsgeschlecht; mit Nicolaus Wasilewski 1531 (Urk.d.Kgs.Sigismund I. für die Stadt Lublin), dessen Stammreihe in Preußen mit Thaddäus v. Wasielewski, 1739, gest.1803, beginnt. Legitimation bei der galiz.Landtafel als Rr 26. Oktober 1789 (für Thomas Wasielewski (W.Rogala)); |                                           |
| Wassenberg                                                 | 1020–1371                       | niederrheinisches Grafengeschlecht, aus dem die Herzöge von Geldern hervorgingen |                                           |
| Wasserburg                                                 | 11. bis 13. Jh.                 | bayerisches Grafengeschlecht | –                                         |
| Wasserstelz                                                | 1174–1319                       | schwäbisches Ministerialengeschlecht |                                           |
| Wassilko                                                   | 1097                            | Von den Knjasen im Kiewer Gouvernement abstammendes, altes moldauisches Bojarengeschlecht (1350), 1855 österreichische Freiherren, 1918 Grafen, zum Hochadel zählend seit 1907 |                                           |
| Wasungen                                                   | ?                               | drei nicht miteinander verwandte, Thüringer Adelsgeschlechter | –                                         |
| Watzdorf                                                   | seit 1261                       | Thüringischer Uradel; 1719 Reichsgrafenstand für Haus Crostau; 1837 sächsischer Freiherrenstand für Haus Kauschwitz; |                                           |
| Weber                                                      | seit 1808                       | bayerisches Adelsgeschlecht |                                           |
| Weber von Webenau                                          | seit 1769                       | österreichisches Briefadelsgeschlecht; 1818 österreichischer Adelsstand |                                           |
| Webern                                                     | seit 1731                       | österreichisches Briefadelsgeschlecht, 1731 als „Edle von Webern“ |                                           |
| Wechmar                                                    | seit 1170                       | Thüringer Uradelsgeschlecht |                                           |
| Wedderkop                                                  | vor 1682                        | belgisch-holsteinisches Adelsgeschlecht, 1683 Erneuerung des Adels durch Kaiser Leopold II. und Aufnahme in die schleswig-holsteinische Ritterschaft. Damit zählt das Geschlecht innerhalb der Ritterschaft zu den recepti (im Gegensatz zu den Equites Originarii). |                                           |
| Wedekind (zur Horst)                                       | seit 1278; bzw. 1649            | altes niedersächsisches Geschlecht, aus dem Johann Ludwig Wedekind (* 1673; † 1725) den Stand eines russischen Barons erhielt, ein Zweig 1809 den hessischen Freiherrenstand und ein weiterer 1915 den preußischen Adelsstand erhielt; wohl nicht stammesverwandt mit dem seit 1649 belegbaren, namensgleichen schwarzburgischen Geschlecht, das 1749 geadelt wurde |                                           |
| Wedel                                                      | seit 1212                       | Uradelsgeschlecht aus Stormarn; – Haus Evenburg: 1684 dänischer, 1776 preußischer Grafenstand, 1914 preuß. Fürstenstand; Haus Wedellsborg: 1672 dänischer Grafenstand; Haus Eilenstedt: 1798 preuß. Grafenstand; Haus Rehfeld: 1903 preußischer Grafenstand |                                           |
| Wedelstaedt                                                | seit 1284                       | pommersches Uradelsgeschlecht |                                           |
| Wedemeyer                                                  | seit 1472                       | niedersächsisch-lüneburgisches Briefadelsgeschlecht; 1819 preußischer Adelsstand |                                           |
| Wegnern                                                    | um 1500                         | Aus Sachsen stammendes Geschlecht; 1635 polnischer Adelsstand mit preußischem Indigenat; es besteht auch eine 1822 geadelte Familie Wegnern. |                                           |
| Wehingen                                                   | ?                               | niederadeliges schwäbisches Rittergeschlecht |                                           |
| Wehr                                                       | 11. und 12. Jh.                 | erloschenes schwäbisches Adelsgeschlecht | –                                         |
| Weichs                                                     | seit 1363                       | altbayerischer Uradel; 1623 Reichsfreiherrenstand für die ältere, 1636 für die jüngere Linie; |                                           |
| Weichselberg                                               | 1050–1254 (?)                   | edelfreies Geschlecht des Mittelalters | –                                         |
| Weida                                                      | seit 12. Jh.                    | Thüringer Adelsgeschlecht |                                           |
| Weidenberg                                                 | 1223–1425                       | fränkisches Adelsgeschlecht |                                           |
| Weigel                                                     | 1285–1430                       | Patrizierfamilie der Freien Reichsstadt Nürnberg |                                           |
| Weiher                                                     | seit 1234 / 1357 bzw. 1280      | Zwei Uradelsgeschlechter in Pommern und Brandenburg; 1806 preußischer 'Freiherrenstand für die von Weiher aus Pommern als von Weiher und Nimptsch. Die brandenburgischen Weiher erhielten 1637 den Reichsgrafenstand. | Weiher Pommern Weiher Brandenburg         |
| Weiher zu Nickenich                                        | seit 1163                       | Rittergeschlecht aus Nickenich in der Pellenz |                                           |
| Weikersheim                                                | 1911–1983                       | aus Württemberg stammendes, österreichisches Adels- und Fürstengeschlecht |                                           |
| Weiler                                                     | seit ca. 1100                   | württembergisches Uradelsgeschlecht; 1900 württembergische Anerkennung als Freiherr von und zu Weiler |                                           |
| Weiler                                                     | seit 1212                       | schwäbisches Adelsgeschlecht, das sich in die Linien Altenburg und Scheiben aufteilte; Stammburg war die Altenburg bei Weiler im Allgäu |                                           |
| Weimar (Weimar-Orlamünde)                                  | 10. bis 12. Jh.                 | Thüringer Hochadelsgeschlecht |                                           |
| Weingarten                                                 | seit 1226                       | Lehensmänner der Pfälzer Kurfürsten. Die Herren von Weingarten ehemals Besitzer von Burg Berwartstein 1343 u. Burg Diemerstein im 15. Jh. |                                           |
| Weinsberg                                                  | 1140–1507                       | erloschene staufische Ministerialenfamilie aus dem Gmünder Raum |                                           |
| Weiss                                                      | 1561–1701                       | erloschenes Augsburger Patrizier- und Adelsgeschlecht |                                           |
| Weiss auf Westheim                                         | ab 1837                         | bayerisches Briefadelsgeschlecht |                                           |
| Weißelsdorf                                                | 13. Jh.                         | erloschenes frühes Rittergeschlecht im Hofer Raum | –                                         |
| Weißenbach                                                 | seit 1217                       | obersächsisches Uradelsgeschlecht |                                           |
| Weissenburg                                                | 1175–1368                       | erloschenes, im Berner Oberland ansässiges Adelsgeschlecht |                                           |
| Weißenstein                                                | 1037 bis ?                      | Mittelalterliche Lehnsleute des Markgrafen von Baden | –                                         |
| Weissenwolff                                               | 1192–1917                       | österreichisches hochadeliges Geschlecht; ursprünglich vermutlich aus Franken |                                           |
| Weißpriach                                                 | seit 1327                       | Salzburger Uradelsgeschlecht |                                           |
| Weitbruch                                                  | 1166                            | niederadeliges, elsässisches Geschlecht, das seit 1166 für Weitbruch und dessen Umgebung bezeugt ist |                                           |
| Weitershausen                                              | ?                               | Thüringer, hessisches und schwäbisches Adelsgeschlecht |                                           |
| Weitolshausen genannt Schrautenbach                        | ?                               | zum Ende des 15. Jahrhunderts aus Würzburg über Heidelberg in die Landgrafschaft Hessen eingewanderte, später freiherrliche Adelsfamilie |                                           |
| Weitzel-Mudersbach                                         | seit 1553                       | ursprünglich in Hessen beheimatetes, preußisches Adelsgeschlecht |                                           |
| Weizsäcker                                                 | seit 1535                       | altes pfälzisches Müllergeschlecht, aus dem Carl Weizsäcker 1897 zunächst den persönlichen Adel und 1916 den erblichen Freiherrentitel erhielt |                                           |
| Welck                                                      | seit 1503                       | sächsisches Briefadelsgeschlecht; 1785 Reichsadelsstand; 1782 Reichsfreiherrenstand; |                                           |
| Welczeck                                                   | seit 14. Jh.                    | schlesisches Uradelsgeschlecht; 1656 Reichsfreiherrenstand; 1894 erblicher Grafenstand |                                           |
| Welda, Wellede                                             | 1188 bis um 1500                | altes westfälisches Adelsgeschlecht |                                           |
| Welden                                                     | ab 12. Jh.                      | schwäbisches Adelsgeschlecht |                                           |
| Welfen                                                     | 800–1055 und bis heute          | ursprünglich burgundisches und schwäbisches Herrschergeschlecht mit europäischer Bedeutung, dessen Zusammenhang mit den späteren und heutigen Welfen nicht gesichert ist. | –                                         |
| Welhartitz                                                 | ?–1390                          | erloschenes böhmisches Uradelsgeschlecht | –                                         |
| Weling                                                     | seit 1816                       | bayerisches Briefadelsgeschlecht jüdischer Abstammung |                                           |
| Welling                                                    | ?                               | ursprünglich aus Münster in Westfalen stammendes livländisches Adelsgeschlecht |                                           |
| Wels-Lambacher                                             | 1020–1090                       | mittelalterliches bayerisches Grafengeschlecht | –                                         |
| Welser                                                     | seit 1246                       | seit 1567 Freiherren Welser von Zinnenburg; durch den Erwerb der Herrschaft Neunhof 1660 Mitglieder der Fränkischen Reichsritterschaft; 1814 einfacher bayerischer Adel, 1819 bayerischer Freiherrenstand |                                           |
| Welsperg                                                   | 1271–1907                       | Südtiroler Uradel; 1576 Freiherrenstand; 1693 Grafenstand |                                           |
| Weltzien                                                   | seit 1270                       | mecklenburgischen Uradelsgeschlecht |                                           |
| Welzl von Wellenheim                                       | seit 1808                       | österreichischer Briefadel |                                           |
| Wenckstern                                                 | seit 1315                       | mecklenburgisch-brandenburgischer Uradel |                                           |
| Wenden (Livland)                                           | 1141–1867                       | braunschweigisches, später auch halberstädtisches und brandenburgisches Geschlecht, 1735 in Livland, 1797 Immatrikulation bei der livländischen Ritterschaft |                                           |
| Wenden (Pommern)                                           | seit 1699                       | pommersch-preußisches Adelsgeschlecht |                                           |
| Wendessen                                                  | ab 1375                         | braunschweigisches Adelsgeschlecht |                                           |
| Wendhausen                                                 | seit 1683                       | braunschweigisches, später auch mecklenburgisches Adelsgeschlecht, 1683 und 1684 Reichsadelsstand, 1721 Reichsfreiherrenstand |                                           |
| Wendt                                                      | seit 1231                       | westfälisches Uradelsgeschlecht; Freiherren, 1715 Reichsgrafenstand |                                           |
| Wenkheim                                                   | seit 1660                       | fränkisches Briefadelsgeschlecht; 1748 erbländisch-österreichischer Ritterstand, 1776 Freiherrenstand, 1802 ungarischer Grafenstand; |                                           |
| von der Wense                                              | seit 1330                       | niedersächsisches Uradelsgeschlecht |                                           |
| Wensin                                                     | vor 1330 bis 16. Jh.            | altes holsteinisches Adelsgeschlecht, das in enger Beziehung zu den Rittern von Barmstede, den Ritter von Raboisen und den von Wedel stand. |                                           |
| Wentzky                                                    | seit 1476 bis Mitte des 20. Jh. | schlesisches Adelsgeschlecht |                                           |
| Werden (Pommerellen)                                       | seit ca. 1300                   | pommerellisches Adelsgeschlecht; wanderten aus Werden an der Ruhr in Danzig ein |                                           |
| Werden (Rheinland)                                         | 1223–ca. 1290                   | rheinländisches Adelsgeschlecht nach Werden an der Ruhr; Seitenlinie der Herren Schilling von Bornheim aus Bornheim bei Bonn |                                           |
| Werdenberg                                                 | 1259–1534                       | erloschenes südwestdeutsch-schweizerisches Grafengeschlecht | Werdenberg-HeiligenbergWerdenberg-Sargans |
| Werder (Brandenburg)                                       | seit 1369 bzw. 1522             | je ein Uradels- und Briefadelsgeschlecht; 1879 preußischer Grafenstand für die uradeligen von Werder |                                           |
| Werder (Merseburg)                                         | 1327–1794                       | Adelsgeschlecht aus der Merseburger Ministerialität |                                           |
| Werder (Niedersachsen)                                     | seit 1132                       | Ministerialengeschlecht (de insula) oder vom Alten Markt (de antiquo foro oder de veteri foro), im 12. und 13. Jahrhundert wiederholt Vögte der Stadt Hildesheim |                                           |
| Werl                                                       | seit 987                        | Westfälisches Grafengeschlecht; aus ihnen entwickelten sich die Grafen von Arnsberg und die Grafen von Hövel |                                           |
| Werlhof                                                    | seit 1776                       | niedersächsisches Briefadelsgeschlecht |                                           |
| Werminghausen                                              | 1278 bis ?                      | altes westfälischen Adelsgeschlecht mit Stammsitz bei Iserlohn |                                           |
| Wernau                                                     | 1264–1696                       | erloschenes schwäbisches Adelsgeschlecht |                                           |
| Werndl von Lehenstein                                      | seit 1630                       | deutsch-böhmisches Patrizier- und Briefadelsgeschlecht; 1630 Adelsstand; 1787 böhmischer Ritterstand |                                           |
| Werner                                                     | 11.–12. Jh.                     | Gaugrafengeschlecht aus Schwaben | –                                         |
| Werner (Warner)                                            | seit 13. Jh.                    | bremisches Adelsgeschlecht |                                           |
| Wernhardt                                                  | ?                               | deutschstämmiges, ungarisches und österreichisches Adelsgeschlecht; 1818 erbländisch-österreichischer Freiherrenstand |                                           |
| Wernher                                                    | 1549 bis Ende 19. Jh.           | erloschenes deutsch-böhmisches Patrizier- und Briefadelsgeschlecht; 1549 Adelsstand |                                           |
| Wernigk von St. Ingbrecht                                  | seit 1709                       | pfälzisches Adelsgeschlechtes | –                                         |
| Wernsdorff                                                 | seit 1277                       | preußisches Adelsgeschlecht |                                           |
| Werpup                                                     | 1409–1765                       | erloschenes westfälisches Adelsgeschlecht |                                           |
| Wersebe                                                    | seit 1189                       | Bremisches Uradelsgeschlecht; 1901 bzw. 1905 K.u.K. Prävalierung des bisher geführten Freiherrentitels |                                           |
| Wertheim                                                   | 1132–1556                       | erloschenes mittelrheinisch-fränkisches Adelsgeschlecht; es bestehen noch zwei Briefadelsgeschlechter gleichen Namens |                                           |
| Werthern                                                   | seit 1209                       | thüringisches Uradelsgeschlecht; 1844 preußische Genehmigung des Freiherrentitels, 1702 und 1706 Reichsgrafenstand für unterschiedliche Linien. |                                           |
| Wessenberg                                                 | 1029 bis ?                      | Schweizer Adelsgeschlecht, ursprünglich aus dem heutigen Kanton Aargau |                                           |
| Westacher                                                  | 1434–1722                       | erloschenes bayerisches Adelsgeschlecht |                                           |
| Westarp                                                    | seit 1811                       | preußisches Adelsgeschlecht; 1811 preußischer Grafenstand |                                           |
| Westenholz                                                 | ?                               | briefadeliges, österreichisches Adelsgeschlecht |                                           |
| Westerholt                                                 | seit 1225                       | westfälisches Uradelsgeschlecht; Linie Hackfort: 1650 Reichsfreiherrenstand; Stamm Westerholt: 1790 Reichsgrafenstand; |                                           |
| Westernach                                                 | 1257 bis ?                      | schwäbisches Uradelsgeschlecht; 1693 Reichsfreiherrenstand, 1814 Eintragung in die bayerische Adelsmatrikel bei der Freiherrenklasse |                                           |
| Westernhagen                                               | seit 1258                       | Thüringer Uradelsgeschlecht aus dem Eichsfeld |                                           |
| Westerstetten                                              | 1264 bis 17. Jh.                | erloschenes süddeutsches Niederadelsgeschlecht |                                           |
| Westphalen                                                 | seit 1249                       | ostwestfälisches Uradelsgeschlecht; 1792 Reichsgrafenstand |                                           |
| Westrup                                                    | 1411–1640                       | westfälisches Adelsgeschlecht |                                           |
| Wettberg                                                   | ab 1224                         | niedersächsisch-westfälisches Adelsgeschlecht, seit dem 15. Jahrhundert mit einem Zweig im Baltikum |                                           |
| Wettiner                                                   | seit 982                        | Dynastie deutscher Markgrafen, Kurfürsten und Könige |                                           |
| Wettstein von Westersheimb                                 | seit 1331                       | österreichisch-ungarisches Geschlecht, mit Wurzeln in der Schweiz; 1709 Reichsritterstand |                                           |
| Wetzendorf                                                 | 1061–1349/50                    | erloschenes thüringisches Adelsgeschlecht | –                                         |
| Weveld                                                     | seit 1644                       | bayerisches Adelsgeschlecht | –                                         |
| Wevelinghoven                                              | 1145–1460                       | eines der bedeutendsten rheinischen Adelsgeschlechter (erloschen); ein Geschlecht von Wevelinchoven führt das gleiche Wappen und erlosch 1955 |                                           |
| Weyerlehner von Kratschberg                                | ab 1635                         | tirolisches Briefadelsgeschlecht; 1635 Reichsritterstand |                                           |
| Weymarn                                                    | seit 1693                       | deutsch-russisches Adelsgeschlecht |                                           |
| Wiarda                                                     | seit 1369                       | niederländisch-deutsches Adelsgeschlecht |                                           |
| Wicht                                                      | seit 1400                       | ostfriesische Adelsfamilie, die ursprünglich in Lintel bei Norden sesshaft war |                                           |
| Wick                                                       | seit 1764                       | mecklenburgisches Adelsgeschlecht |                                           |
| Wickede                                                    | seit 1230                       | Dortmunder Ratsgeschlecht, dann Lübecker Rats- und Domherrengeschlecht |                                           |
| Wiczlinski                                                 | ?                               | polnisches und preußisches Adelsgeschlecht |                                           |
| Widmann-Sedlnitzky                                         | seit 19. Jh.                    | Geschlecht mit Wurzeln in Mähren und Österreichisch-Schlesien, das aufgrund seiner erblichen Mitgliedschaft im Herrenhaus zum österreichischen Hochadel gezählt wird |                                           |
| Wied                                                       | seit 1103; Stammreihe 1159      | Edelfreies Grafengeschlecht – 1784 Reichsfürstenstand |                                           |
| Wiedau                                                     | 1738–1915                       | erloschenes livländisches Geschlecht, 1638 Reichsadelstand, 1797 Immatrikuliert bei der Livländischen Ritterschaft |                                           |
| Wiedersperger von Wiedersperg                              | seit 1309                       | vogtländischen Uradel, der nach Böhmen zog, wo die familie zuerst in den böhmischen, später in den österreichischen Freiherrenstand erhoben wurde |                                           |
| Wiehe                                                      | 1231–1629                       | erloschenes thüringisches, ritterliches Burgmannengeschlecht |                                           |
| Wieladingen                                                | 13. und 14. Jh.                 | Rittergeschlecht im Südschwarzwald, Meier des Damenstifts Säckingen |                                           |
| Wienskowski                                                | seit 1526                       | westpreußisches Adelsgeschlecht |                                           |
| Wierzbicki                                                 | seit 931                        | polnisches Uradelsgeschlecht; breitete sich von Pommerellen, dem späteren Westpreußen ausgehend, über ganz Polen aus mit Zweigen in Litauen, Russland und in Wolhynien | Verschiedene Wappen                       |
| Wiese und Kaiserswaldau                                    | seit 1233                       | schlesisches Uradelsgeschlecht |                                           |
| Wiesenbronn                                                | Ende 12. Jh. bis 1394           | erloschenes unterfränkisches Adelsgeschlecht | –                                         |
| Wiesenegg                                                  | ab 1655                         | Tiroler Adelsgeschlecht |                                           |
| Wiesenthau                                                 | 1128–1814                       | erloschenes fränkisches Uradelsgeschlecht; 1809 Immatrikulation in Bayern bei der Freiherrenklasse |                                           |
| Wietersheim                                                | seit ca. 1500                   | ursprünglich westfälisches Adelsgeschlecht |                                           |
| Wigeriche                                                  | vor 919 bis 12. Jh.             | eine der ältesten bezeugten europäischen Adelsfamilien | –                                         |
| Wilczek                                                    | seit 1370                       | ursprünglich polnisches, später schlesisches und österreichisches Uradelsgeschlechts; 1500 Freiherrenstand; 1713 Grafenstand |                                           |
| Wild                                                       | 14. Jh.                         | sächsisches Adelsgeschlecht |                                           |
| Wildberg                                                   | 1123–1368                       | fränkisches Adelsgeschlecht |                                           |
| Wildenberg (Eifel)                                         | 1235–1328                       | Inhaber einer Kleinherrschaft im Südwesten des heutigen Nordrhein-Westfalen |                                           |
| Wildenberg (Schweiz)                                       | ?                               | edelfreies Schweizer Adelsgeschlecht des Vorderrheintales im Kanton Graubünden |                                           |
| Wildenburg                                                 | Mitte 1230er Jahre bis 1418     | erloschenes rheinisches Adelsgeschlecht | –                                         |
| Wildenfels                                                 | ?                               | sächsisches Adelsgeschlecht |                                           |
| Wildenstein (Frankenwald)                                  | seit 1318                       | fränkisches Uradelsgeschlecht; 1817 Immatrikulation in Bayern bei der Freiherrenklasse; (drei weitere gleichnamige Geschlechter). |                                           |
| Wildenstein (Mittelfranken)                                | seit mindestens 15. Jh.         | Adelsgeschlecht im heutigen mittelfränkischen Grenzraum. (drei weitere gleichnamige Geschlechter). |                                           |
| Wildenstein (Steiermark)                                   | ?                               | uraltes steirisches Adelsgeschlecht |                                           |
| Wildgrafen                                                 | 1103–1409                       | erloschenes mittelalterliches Grafengeschlecht |                                           |
| Wildon                                                     | 12. bis 14. Jh.                 | steirisches Ministerialengeschlecht; Inhaber des erblichen Marschall- und auch des Truchsessenamtes |                                           |
| Wilhelmiden                                                | ab 8. Jh.                       | altfränkisches Adelsgeschlecht | –                                         |
| Wilhelminer                                                | 9.–13. Jh.                      | bayerische Adelsfamilie des 9. Jahrhunderts | –                                         |
| Willading                                                  | 1710–1824                       | möglicherweise aus Willadingen stammende Berner Patrizierfamilie, die 1710 in den Adelsstand erhoben wurde und 1824 im Mannsstamm erlosch |                                           |
| Willich (1765)                                             | seit 1765                       | aus der Mark Brandenburg stammendes Adelsgeschlecht |                                           |
| Willich (1786)                                             | seit 1786                       | aus der Mark Brandenburg stammendes Adelsgeschlecht |                                           |
| Willich (1790)                                             | seit 1790                       | bayerisches Adelsgeschlecht |                                           |
| Willisen                                                   | seit 1541                       | Briefadelsgeschlecht aus der Wetterau; 1702 Reichsritterstand; 1863 preußische Genehmigung des Freiherrentitels. |                                           |
| Wilmersdorff                                               | 1147 bis 1802                   | erloschenes brandenburgisches Uradelsgeschlecht |                                           |
| Wilmowski                                                  | seit 1553                       | Adelsgeschlecht aus dem Herzogtum Teschen, 1732 böhmischer Freiherrenstand, 1888 preußische Anerkennung des Freiherrenstandes |                                           |
| Wilpert                                                    | ab 1795                         | deutsch-baltisches Briefadelsgeschlecht; 1795 Reichsadelsstand |                                           |
| Wilmsdorff                                                 | seit 1467                       | preußisches Adelsgeschlecht, seit dem 18. Jahrhundert auch holländisch als von Proebentow van Wilmsdorff |                                           |
| Wimpffen                                                   | seit 1555                       | ursprünglich württembergischen Adelsgeschlechts, dessen Mitglieder hohe militärische Ränge im französischen und österreichischen Heer einnahmen |                                           |
| Aus dem Winckel                                            | 1283–2014                       | Uradelsfamilie in Meißen, Anhalt und dem Herzogtum Magdeburg. |                                           |
| Windelen                                                   | vor 1376–1457                   | erloschenes westfälisches Adelsgeschlecht |                                           |
| Windheim                                                   | seit 1750                       | hannoversches Stadtadelsgeschlecht |                                           |
| Windisch-Graetz                                            | seit 1220                       | nach der Stammherrschaft in Steiermark benanntes Dynastengeschlecht; 1551 Reichsfreiherrenstand; 1557 Reichsgrafenstand; 1804 Reichsfürstenstand |                                           |
| Winkel                                                     | seit ca. 1140                   | Ministerialengeschlecht der Babenberger, das im Tullnerfeld ansässig war |                                           |
| Winkelhausen                                               | 1271–1739                       | bergisches Uradelsgeschlecht |                                           |
| Winkelhofen                                                | bis 19. Jh.                     | tirolerisches Briefadelsgeschlecht; 1598 erblicher Ritterstand, 1717 Freiherrenstand |                                           |
| Winkler von Mohrenfels                                     | seit 1501                       | Patrizierfamilie aus Nürnberg; 1709 Reichsadelsstand |                                           |
| Wins                                                       | seit 15. Jh.                    | mittelalterliches Adelsgeschlecht aus Frankfurt (Oder) |                                           |
| Winter von Adlersflügel                                    | seit 1560                       | aus der Pfalz stammendes Briefadelsgeschlecht; 1681 Reichsadelsstand |                                           |
| Winterfeld(t)                                              | seit 1286                       | Märkisches Uradelsgeschlecht vermutlich edelfreier altsächsischer Herkunft; 1671 (erster) dänischer Lehensfreiherrenstand; 1706 spanischer Marqués; 1719 erbländisch-niederländischer Grafenstand; |                                           |
| Wintzingerode                                              | seit 1209                       | Uradelsgeschlecht aus dem Eichsfeld; 1813 westfälische Bestätigung des Freiherrenstandes; 1794 Reichsgrafenstand |                                           |
| Wirsberg                                                   | (1203) 1303                     | altes fränkisches Adelsgeschlecht |                                           |
| Wisch                                                      | vor 1200 bis 19. Jh.            | altes holsteinischen Adelsgeschlecht, sie war eng verwandt mit den Familien Pogwisch und Wulf |                                           |
| Wiser                                                      | seit 1450                       | Aus Niederösterreich stammendes Geschlecht; 1500 kaiserlicher Wappenbrief; 1577 Reichsadelsstand; Mai 1702 Reichsfreiherrenstand, Juli 1702 Reichsgrafenstand. |                                           |
| Wisner von Morgenstern                                     | 1792 bis ?                      | erloschene Adelsfamilie aus dem Komitat Agram, 1792 ungarischer Adels- und Wappenbrief, Ausbreitung ins Banat und nach Paraguay |                                           |
| Wispeck                                                    | seit 1167                       | altes Salzburger Adelsgeschlecht |                                           |
| Wißmann                                                    | seit 1787                       | preußisches Adelsgeschlecht |                                           |
| Wistinghausen                                              | seit 1640                       | deutsch-baltisches Adelsgeschlecht; ursprünglich aus der Umgebung von Detmold |                                           |
| Witkowitz                                                  | seit 1697                       | Adelsfamilie aus dem heutigen Polen; Ritterstandserhebung im 18. Jahrhundert; |                                           |
| Witowski                                                   | seit 1192                       | polnisch-deutsches Adelsgeschlecht |                                           |
| Witte                                                      | seit 1816                       | preußische Adelsfamilie, die ursprünglich aus Pommern stammte |                                           |
| Wittelsbach                                                | seit ca. 1000                   | eines der ältesten deutschen Geschlechter, aus dem jahrhundertelang die bayerischen und pfälzischen Herrscher hervorgingen; |                                           |
| Wittenhorst-Sonsfeld                                       | seit 1145                       | klevisches, freiherrliches Adelsgeschlecht |                                           |
| Wittern                                                    | seit 1143                       | thüringisches Uradelsgeschlecht |                                           |
| Wittken                                                    | seit 1240 (1256)                | pommerischer Uradel |                                           |
| Wittorf                                                    | ab 1234                         | niedersächsisches Adelsgeschlecht |                                           |
| Wittorp                                                    | bis 1697                        | holsteinisches Adelsgeschlecht |                                           |
| Wittstatt                                                  | 1090–1584                       | erloschenes mittelalterliches Adelsgeschlecht aus Oberwittstadt |                                           |
| Witzendorff                                                | seit 1290                       | lüneburgischer Adel; 1639 Reichsadelsstand mit Wappenbesserung; 1914 preußische Namen- und Wappenvereinigung mit denen von Rehdiger als von Witzendorff-Rehdiger. |                                           |
| Witzleben                                                  | seit 1133                       | thüringischer Uradel; Roter Hof:1860 österreichische Bewilligung des Freiherrenstandes; Blauer Hof: 1813 westfälischer, 1886 preußischer Grafenstand. |                                           |
| Wnuck                                                      | seit 1525                       | kaschubisches Adelsgeschlecht aus Hinterpommern; 1817 preußisches Diplom für nat. Sohn |                                           |
| Wobeser                                                    | seit 1300                       | pommersches Uradelsgeschlecht |                                           |
| Woedtke                                                    | seit 1389                       | pommersches Adelsgeschlecht, eines Stammes und Wappens mit den von Kleist |                                           |
| Woellwarth                                                 | seit 1136                       | schwäbisches Uradelsgeschlecht; Freiherren seit dem 19. Jahrhundert |                                           |
| Wohldenberg                                                | bis 1383                        | altsächsisches Dynastengeschlecht |                                           |
| Wohlgemuth von Oberplanitzing                              | ab 1606                         | tirolisches Briefadelsgeschlecht; 1606 / 1719 Reichsadelsstand |                                           |
| Wöhrmann                                                   | ?                               | ursprünglich bürgerliche Lübecker Familie und des daraus entstandenen Adelsgeschlechts mit Zweigen im Baltikum und in Sachsen |                                           |
| Wolde                                                      | seit 1284                       | pommersches Uradelsgeschlecht |                                           |
| Wolde                                                      | bis 15. Jh.                     | erloschenes westfälisches Adelsgeschlecht |                                           |
| Woldeck                                                    | seit 1230                       | altmärkisches Uradelsgeschlecht |                                           |
| Wolf (Oberpfalz)                                           | 11. bis 15. Jh.                 | edelfreies bayerisches Adelsgeschlecht (Wolf von Gögglbach, Wolf von Schönleiten und von Wolfsegg, Wolf von Schmidmühlen, Wolf von Nabeck) |                                           |
| Wolf (Thüringen)                                           | 1290 bis vermutlich 16. Jh.     | Eichsfelder und Thüringer Adelsgeschlecht |                                           |
| Wolf von Goddenthow                                        | seit 1284                       | pommersches Uradelsgeschlecht |                                           |
| Wolf von Sponheim                                          | 1341 – ca. 1700                 | Adelsgeschlecht mit Besitzungen im Rhein-, Mosel- und Nahe-Raum |                                           |
| Wolf von Wolfsthal                                         | 1180–1688                       | Erloschenes Adelsgeschlecht aus dem Steigerwald |                                           |
| Wolfenbüttel                                               | 1073–1361                       | Erloschenes altsächsisches Adelsgeschlecht edelfreier Herkunft, im 12. Jh. Grafen von Peine, Agnaten der Edlen und Grafen von Schladen, Stammesverwandt mit den von Apenburg, von Asseburg, von Bärwinkel, von Bartensleben, von Winterfeld |                                           |
| Wolfershausen                                              | seit 1275                       | niederhessisches Adelsgeschlecht |                                           |
| Wolff                                                      | seit 1427                       | Deutsch-Baltisches Adelsgeschlecht. 1726 das Indigenat der Livländischen Ritterschaft, 1729 das Indigenat der Estländischen Ritterschaft. 1747 Erhebung in den Reichsfreiherrenstand. |                                           |
| Wolff von Gudenberg                                        | seit 1301                       | Hessisches Uradelsgeschlecht; 1873 Reichsfreiherrenstand |                                           |
| Wolff von und zu Todenwarth                                | seit 1418                       | altes hennebergisch-hessisches Geschlecht; 1623 rittermäßiger Reichsadelsstand; 1637 Reichsfreiherrenstandsbestätigung |                                           |
| Wolff-Metternich                                           | seit 1301 seit 1440             | altes hessisches Adelsgeschlecht rheinische Nebenlinie der Wolff von Gudenberg; 1637 Reichsfreiherrenstand; 1731 Reichsgrafenstand |                                           |
| Wolffenschild                                              | 1646–1771                       | Livländisches Adelsgeschlecht; 1646 schwedischer Adelsstand |                                           |
| Wolffersdorff                                              | seit 1240                       | Sächsisches Uradelsgeschlecht; Reichsfreiherrenstand; 1741 erblicher Reichsgrafenstand durch Kurfürst Friedrich August III, Herzog zu Sachsen und König von Polen, im Vicariate des Heiligen Römischen Reiches Deutscher Nation. |                                           |
| Wolffradt                                                  | seit 1647                       | pommersches Adelsgeschlecht; 1647 schwedischer Adelsstand, 1772 schwedischer Freiherrenstand, 1810 Bonapartischer Grafenstand |                                           |
| Wolffskeel                                                 | 1219                            | fränkischer Uradel; 1819 Immatrikulation in die Bayerische Freiherrenklasse; 1901 bayerischer Grafenstand |                                           |
| Wolframsdorf                                               | 1278                            | vogtländisch-meißnisches und thüringisches Adelsgeschlecht |                                           |
| Wolfstein                                                  | 1290–1740                       | bayerisch-fränkisches Uradelsgeschlecht |                                           |
| Wolfstriegel                                               | ?                               | schwäbisch-fränkisches Adelsgeschlecht |                                           |
| Wolfurt                                                    | 1226 bis 15. Jh.                | mittelalterliches Adels- und Rittergeschlecht |                                           |
| Wolkenstein-Rodenegg / Wolkenstein-Trostburg               | 1140/7                          | Tiroler Uradel mit zwei Linien: Rodenegg und Trostburg; Linie Wolkenstein-Trostburg: 15. Jahrhundert Freiherrenstand, 1630 Reichsgrafenstand; Linie Wolkenstein-Rodenegg: 1564 Freiherrenstand, 1628 Reichsgrafenstand |                                           |
| Wollschlaeger                                              | 1408 bis ?                      | deutsch-kaschubisches Adelsgeschlechts, 1526 polnische Adelsanerkennung, 1825 russische Adelslegitimierung |                                           |
| Wolzogen                                                   | seit 1393                       | nieder-österreichisches Uradelsgeschlecht, 1588 erbländisch-österreichische Wappenbesserung, 1591 niederösterreichischer alter Ritterstand, 1602 Ritterstand und Verleihung des Prädikats zu Neuhaus, 1605 mährisches Inkolat, 1607 erbländisch-österreichischen Freiherrnstand, 1702 Reichsfreiherrenbestätigung |                                           |
| Wopersnow                                                  | 1385 bis Ende 18. Jh.           | erloschenes pommersches Uradelsgeschlecht, später in Mecklenburg, Danemark, Wallonien und Lothringen, sowie Niedersachsen |                                           |
| Worbis                                                     | 1209 bis 18. Jh.                | Eichsfelder und Thüringer Adelsgeschlecht |                                           |
| Kämmerer von Worms                                         | seit 11. Jh.                    | Adelsgeschlecht vom Mittelrhein |                                           |
| Woyrsch                                                    | seit 1417                       | böhmischer Uradel |                                           |
| Wozenitz                                                   | seit 1330                       | erloschenes, mecklenburgisches Adelsgeschlecht |                                           |
| Wrangel                                                    | seit 1277                       | baltisches Uradelsgeschlecht; verschiedene Linien wurden im 17., 18. und 19. Jahrhundert in den schwedischen und preußischen Freiherrenstand bzw. Grafenstand erhoben. |                                           |
| Wratislaw von Mitrowitz                                    | seit 1406                       | Uradelsgeschlecht der Länder der Böhmischen Krone; 1701 Reichsgrafenstand |                                           |
| Wrede (Bayern)                                             | seit 1790                       | aus der Kurpfalz stammendes bayerisches Adelsgeschlecht |                                           |
| Wrede (Westfalen)                                          | seit 1202                       | westfälischer Uradel; 1653 schwedischer Freiherrenstand; 1687 schwedischer Grafenstand (finnländische Linie) |                                           |
| Wreech                                                     | 1278 bis ?                      | altes neumärkisches Adelsgeschlechtes |                                           |
| Wrisberg                                                   | seit 1355                       | niedersächsisches Adelsgeschlecht |                                           |
| Wróblewski                                                 |                                 | aus Masowien stammendes polnisches Adelsgeschlecht; 1772 preußischer Adel |                                           |
| Wrochem                                                    | seit 1379                       | schlesischer Uradel; |                                           |
| Wrycz                                                      | seit mind. 1607                 | hinterpommersches Adelsgeschlecht |                                           |
| Wucherer von Huldenfeld                                    | ab 1734                         | ursprünglich bayerisches Patriziergeschlecht; 1734 Reichsfreiherrenstand |                                           |
| Wulffen                                                    | 1156; 1220; 1407                | drei verschiedene Uradelsgeschlechter aus Anhalt-Magdeburg, Brandenburg und Halberstadt. Das Halberstädter Geschlecht wurde 1813 im Königreich Bayern in die Freiherrnklasse aufgenommen. | Anhalt-MagdeburgBrandenburg               |
| Wülknitz                                                   | ab 1164                         | anhaltisches Adelsgeschlecht; 1745 Grafenstand |                                           |
| Würben / Wrbna u. Freudenthal                              | seit 1214                       | schlesisch-böhmisch-mährisches Adelsgeschlecht; Freiherren, 1624 Reichsgrafenstand. Nennt sich seit Anfang des 19. Jahrhunderts Wrbna u. Freudenthal |                                           |
| Wurmb                                                      | seit 1173                       | thüringisch-sächsisches Uradelsgeschlecht |                                           |
| Wurmbrand-Stuppach                                         | seit 1194                       | niederösterreichisches Uradelsgeschlecht; 1607 niederösterreichischer Herrenstand; 1607 erbländisch-österreichischer Freiherrenstand; 1682 Grafenstand |                                           |
| Wurmlingen                                                 | seit 1120                       | schwäbisches Uradelsgeschlecht; |                                           |
| Württemberg                                                | seit 1080                       | altes Grafengeschlecht; 1495 Reichsfürstenstand; Kurfürsten; Herzöge |                                           |
| Würtzburg                                                  | 1137–1922                       | erloschenes fränkisches Uradelsgeschlecht; 1812 Immatrikulation in Bayern in die Freiherrenklasse. |                                           |
| Wussow (Hinterpommern)                                     | seit 1277                       | Hinterpommersches Uradelsgeschlecht |                                           |
| Wussow (Vorpommern)                                        | 1262–1804                       | Vorpommersches Uradelsgeschlecht |                                           |
|                                                            |                                 | |                                           |
| Wüstenhoff                                                 | 15. Jh. bis 1897                | magdeburgisches Geschlecht, Ausbreitung nach Westfalen und Ostpreußen |                                           |
| Wuthenau                                                   | seit 1273                       | Märkischer Uradel; 1721 Reichsfreiherrenstand und Reichsgrafenstand. |                                           |
| Wylich inkl. Wylich und Lottum                             | seit 1158                       | Uradelsgeschlecht aus der Grafschaft Kleve; 1608 österreichischer Freiherrenstand, 1701 Reichsgrafenstand für Linie Gribbbenvorst; 1654 Reichsfreiherrenstand für Linie Diersfordt |                                           |
| Wyttenbach                                                 | seit 1158                       | ursprünglich aus Biel stammende Berner Patrizierfamilie, die seit 1586 (Zweig mit dem schrägen Bach im Wappen) und 1623 (Zweig mit dem geraden Bach im Wappen) das Burgerrecht der Stadt Bern besaß; 1511 Adelsbrief von Kaiser Maximilian |                                           |